# Оранджи
Оранджи (англ. Orangey, в дословном переводе Рыжик, также известен как Рубарб, англ. Rhubarb, дословно Ревень; до 1949 — ?) — рыжий кот, снимавшийся в американском кино в 1950—1960-х годах, дрессировщиком которого был Фрэнк Инн. Наиболее известным из фильмов с его участием стал «Завтрак у Тиффани» (1961), в котором Оранджи сыграл безымянного кота Холли Голайтли, героини Одри Хепбёрн. Единственный кот, награждённый двумя премиями «Пэтси» (американский аналог «Оскара» для животных). Для съёмок фильмов и телепрограмм использовались десятки дублёров Рубарба, каждый из которых обучался своему трюку. Иногда под «Рубарбом» подразумевается вся группа тренированных рыжих котов Фрэнка Инна.

## Биография

### «Рубарб»
Оранджи, голодный, покрытый шрамами и свежими ранами, появился в саду дома миссис Агнес Мюррей (англ. Mrs. Agnes Murray) в Шерман-Оксе (район Лос-Анджелеса) года за два-три до того, как компания Парамаунт в 1951-м объявила, что на заглавную роль в фильме «Рубарб» требуется кот «с мерзким характером и со шрамами на морде». Узнав об этом из СМИ, миссис Мюррей отправила фотографии Оранджи на студию. Продюсеры потратили 6 месяцев на поиск подходящего кота, просмотрели с полтысячи кошек, прочитали полученные от владельцев котов 3000 писем и изучили вложенные в конверты фотоснимки питомцев, но в итоге остановили свой выбор на 6,5-килограммовом Оранджи. В качестве дрессировщика был принят Фрэнк Инн, который сразу же купил у миссис Мюррей права на кота: тот мог вернуться домой к Мюррей после съёмок, но Инн получал эксклюзивное право на его дрессировку в кино. Парамаунт переименовал кота в Рубарба, хотя он уже стал известен публике под своим первоначальным именем, которое использовалось даже в рекламе. Четвероногий артист вскоре показал свой нрав — шипел, царапался и кусался, дрался с людьми и с котами-напарниками. Исполнительный продюсер фильма называл Оранджи «самым дрянным котом в мире». Высказывался о нём и дрессировщик. Оранджи «более невзрачен, чем обычный кот, но, без всяких сомнений, так же смертелен, как горный лев или любая другая большая кошка, — говорил Фрэнк Инн, комментируя агрессивный нрав своего подопечного. — Вас могут ранить так же быстро. Этот парень кусает очень глубоко». Кот подчас убегал со съёмочной площадки, из-за этого Инн поставил на выходе сторожевых псов, чтобы те преграждали четвероногому артисту дорогу. Несмотря на все сложности, Оранджи получил за роль Рубарба премию «Пэтси».
Кроме Оранджи, для съёмок фильма «Рубарб» были наняты в качестве дублёров и stand-in-ов ещё 22 кошки. По данным Паулины Бартел, автора книги о животных-актёрах, для исполнения роли Рубарба в фильме Фрэнк Инн подобрал 60 похожих животных, из которых 36 использовал в картине. Кошек сложно тренировать, и дрессировщик опасался, что не удастся обучить всем трюкам одно животное, поэтому использовал множество кошек, каждая из которых осваивала один или два трюка. Сам же Оранджи использовался только для крупных планов. Кроме того, большое количество кошек требовалось ввиду того, что эти животные быстро устают, потому для съёмки каждой новой сцены требуется отдохнувшая кошка. Инн объяснял: «Нельзя ожидать, что кошка будет выглядеть свежей на крупном плане после эпизода бега или сцены драки с собакой, поэтому у нас есть stand-in-ы и дублёры, чтобы сберечь его [Оранджи] для актёрской игры». Позже Инн констатировал, что дублёры оказались так хорошо подобраны, что даже режиссёр не замечал, когда Инн меняет кошку.
Всего за три дня до начала съёмок «Рубарба» был приглашён известный ветеринар и член некоммерческой организации AHA (занимающейся мониторингом киносъемок и других подобных мероприятий, в которых задействованы животные) Чарльз Г. Рид, который, осмотрев 10 кошек — Рубарба и его дублёров, обнаружил, что они больны панлейкопенией (кошачьей чумкой). Животных собирали по всему Лос-Анджелесу, два-три из них оказались инфицированы и заразили остальных. Рид немедленно провёл инокуляцию кошек и отделил их друг от друга, разместив в разных помещениях. Съёмки уже начались, и Рид каждый день осматривал кошек и допускал на съёмочную площадку только тех, кто уже выздоровел. Хотя для панлейкопении характерна высокая смертность среди поражённых ею кошек, никто из четвероногих участников съёмочного процесса не погиб.

### После «Рубарба»
После съёмок «Рубарба» Оранджи с дублёрами оказывается востребованным в кино и на телевидении. В конце 1950-х годов у Фрэнка Инна было 30 кошек, играющих Рубарба. Девять главных «Рубарбов» были обучены сложным трюкам, но большая часть кошек были stand-in-ами, причём многие из них даже не были рыжими, но походили на Рубарба на чёрно-белой плёнке. В середине 1961 года Рубарб снимается в фильме «Жиго» Джина Келли. На съёмки Фрэнк Инн взял Рубарба и пять дублёров, объясняя их необходимость тем, что Рубарб слишком ценен, чтобы использовать его для трюков. По словам  дрессировщика, за свою карьеру этот кот заработал для него 250 тыс. долларов, а в год в среднем приносил 15 тыс. долларов, получая по 1000 долларов за неделю работы. И если раньше Рубарб мог сам прыгать, то теперь используется только для крупных планов, всю остальную работу делают дублёры. Фрэнк Инн не имел прав на имя «Рубарб» — оно принадлежало Г. Аллену Смиту, автору романа «Рубарб», поэтому во всех фильмах кот появлялся в титрах под разными чужими именами.
За роль безымянного кота в фильме «Завтрак у Тиффани» (1961) Рубарб получил свой второй «Пэтси». Ричард Шеперд, продюсер «Завтрака у Тиффани», позже рассказывал, что для съёмок использовались 9 разных кошек, каждая из которых исполняла свой трюк. Помимо этого Рубарб появился ещё в целом ряде картин, среди которых «Невероятно уменьшающийся человек» (1957) и «Комедия ужасов» (1964). Всего, по словам Фрэнка Инна, Рубарб снимался более чем в 500 фильмах и телевизионных программах.

## Частичная фильмография
- 1951 — Рубарб — Рубарб
- 1955 — Этот остров Земля — Нейтрон
- 1957 — Невероятно уменьшающийся человек — Кот Бутч
- 1961 — Завтрак у Тиффани — Кот (в титрах обозначен как «Кот»)
- 1962 — Жиго[6]
- 1964 — Комедия ужасов — Клеопатра (в титрах и на постере обозначен как Кот Рубарб)
- 1965 — Деревня гигантов — Гигантский кот

Телевидение
- Наша мисс Брукс (1952—1958) — Минерва (в титрах обозначен как Минерва)
- Миссия невыполнима (1967)[10]

### Комментарии
1. ↑  В книге «Great cats» указано, что Рубарб умер в 1963 году «естественной смертью». В статье Chicago Tribune 1967 года отмечается, что 22-летний Рубарб с 20 дублёрами играет в сериале «Миссия невыполнима». Warren Abbott (24 ноября 1967). TV Today: Herb Alpert and the Tijuana Brass Returning (англ.). Chicago Tribune.
2. ↑  По данным «Long Beach Independent Press-Telegram» — за три года, по данным «The Buckingham Post» — в 1948 году
3. ↑  англ. foul-tempered, scar-faced sourpuss
4. ↑  14 фунтов, по данным «Long Beach Independent Press-Telegram» — 16 фунтов, по данным «The Buckingham Post» — 18 фунтов. A Cat That Has 23 Stand-ins (англ.). The Buckingham Post. 25 мая 1951.
5. ↑  В книге 1981 года «Great cats: the who's who of famous felines» Фрэнк Инн подписан как тренер и хозяин кота.
6. ↑  англ. the world's meanest cat
7. ↑  англ. This cat's meaner than an ordinary cat, […] but he's no ways as deadly as a mountain lion or any big cat. You can get hurt just as quick. This guy bites pretty deep.
8. ↑  Stand-ins — дублёры для установки света и других подготовительных работ, не используемые во время съёмок.
9. ↑  По другим данным — 23 или 24 кошки. См. статью в «The Buckingham Post».
10. ↑  англ. You can't expect him to do a running scene or a fight with a dog and then appear fresh for a close-up. […] So we have stand-ins and doubles and save him for acting
11. ↑  англ. The cats are so well matched that even the director doesn't know when we change them
12. ↑  Некоторые клички дублёров — Пай-Плэнт (Pie Plant), Биг-Бой (Big Boy), Лонг-Тейл (Long Tail), Фрейди-Кэт (The Fraidy Cat), Литтл Бричес (Little Britches), Рубарб мл. (Rhubarb Jr), Минерва (Minerva) и др. См. книгу «Amazing Animal Actors» и статью в «The Milwaukee Journal».